# Szczupak (województwo lubelskie)
Szczupak – kolonia w Polsce położona w województwie lubelskim, w powiecie łęczyńskim, w gminie Cyców.
W latach 1975–1998 miejscowość administracyjnie należała do województwa chełmskiego.
Miejscowość stanowi sołectwo gminy Cyców. Według Narodowego Spisu Powszechnego z roku 2011 kolonia liczyła 46 mieszkańców.
Kolonia graniczy z Ostrówkiem Podyskim. 